# Màloie Gorodisxe (Bélgorod)
|  | Per a altres significats, vegeu «Màloie Gorodisxe». |

Màloie Gorodisxe - Малое Городище (rus) - és un poble de l'óblast de Bélgorod, a Rússia. El 2010 tenia 183 habitants. Pertany al districte (raion) de Novi Oskol.